# 舊古塔 (新烏希齊亞區)
48°43′35″N 27°21′31″E / 48.72639°N 27.35861°E
舊古塔（烏克蘭語：Стара Гута），是烏克蘭西部的村莊，隸屬赫梅利尼茨基州的卡緬涅茨-波多利斯基區。該村始建於1632年，面積1.11平方公里，海拔高度252米，2001年人口278，人口密度每平方公里250.2人。